# Dolophilodes cercatus
Dolophilodes cercatus är en nattsländeart som beskrevs av Navás 1936. Dolophilodes cercatus ingår i släktet Dolophilodes och familjen stengömmenattsländor. Inga underarter finns listade i Catalogue of Life.